# Ann-Marie Häyrén-Malmström
Ann-Marie Elisabet Häyrén-Malmström, född 20 oktober 1904 i Helsingfors, död där 10 december 1980, var en finländsk målare och tecknare. Hon var dotter till botanikern Ernst Häyrén och 1930–1947 gift med Nicken Malmström.Från 1955 till sin död var hon sambo med sin före detta elev, dansören och skådespelaren Fred Negendanck.
Häyrén-Malmström studerade privat hos Helene Schjerfbeck 1920, vid Finska konstföreningens ritskola 1920–1922, för att därefter utbilda sig till teckningslärare vid Centralskolan för konstflit. Hon höll sin första utställning 1921, var verksam som lärare vid olika skolor i Helsingfors från 1925 samt som tecknings- och kalligrafilärare vid Svenska normallyceum 1946–1967. Hennes gedigna konstnärliga utbildning avspeglades i hennes undervisning och handledning av auskulterande lärare vid skolan. Vid sidan av sin lärarverksamhet målade hon och höll från 1950-talet framåt en rad separatutställningar. I början var hennes måleri präglat av surrealismen och mörka färger dominerade paletten. Senare ägnade sig hon mera åt teckningskonsten – bland annat karikatyrteckningar – och hon engagerade sig genom sina motiv bland annat i den aktuella miljödebatten. Hon gav även ut diktsamlingarna Brinnande stig (1945) och Solstorm (1946).